# Thomas Adès
Thomas Adès (ur. 1 marca 1971 w Londynie) – brytyjski kompozytor, pianista i dyrygent.
Studiował w Guildhall School of Music and Drama w Londynie u Paula Berkowitza i Roberta Saxtona. Kolejnym etapem były studia w Królewskim Kolegium w Cambridge, gdzie po ukończeniu został profesorem kompozycji. W 2004 otrzymał tytuł doktora honoris causa na Uniwersytecie w Essex. W 2015 został laureatem prestiżowej duńskiej Nagrody Fundacji Muzycznej Léonie Sonning.
Skomponował wiele utworów na instrument solo, kameralnych, orkiestrowych, chóralnych oraz trzy opery:
- Powder Her Face (1995; libretto Philip Hensher)
- The Tempest (Burza) według Szekspira (2004; libretto Meredith Oakes)
- The Exterminating Angel (Anioł zagłady) w oparciu o scenariusz filmu Luisa Buñuela z 1962 roku pod tym samym tytułem (2016)